# Kaoru Kuroki
Kaoru Kuroki (黒木 香, Kuroki Kaoru), née Keiko Tamaki (玉置 恵子, Tamaki Keiko) est une ancienne actrice pornographique, comédienne, écrivain, éducatrice sexuelle, chroniqueuse de télévision et chanteuse japonaise, née le 21 janvier 1965 à Kanoya, dans la préfecture de Kagoshima.
Surnommée Wakike No Joō (ワキ毛の女王, La Reine aux aisselles poilues), elle est considérée comme la première actrice pornographique japonaise à atteindre le statut de star dans son pays, sa notoriété dépassant largement le cadre du milieu pornographique.

## Biographie

### Débuts
Issue d’une famille aisée et conservatrice, Kuroki est une élève particulièrement douée qui montre des talents artistiques dès son plus jeune âge. Après avoir obtenu son diplôme secondaire à l'académie pour filles Joshi Gakuin Junior and Senior High School de Tokyo, elle est admise à l’université nationale de Yokohama où elle se spécialise dans la Renaissance italienne au département des Beaux-arts.
C'est à l’âge de 16 ans, après avoir lu un recueil de photos d’Helmut Newton, qu'elle décide de ne plus s’épiler les aisselles. Dans son autobiographie, Jidaraku Ni Mo Hodo Ga Aru (自堕落にもほどがある), elle écrit : 

« J'avais décidé d'arrêter de m'étaler de la crème dépilatoire et de mettre fin à ce rôle ridicule de "femme". Ce n'était en aucun cas une forme de protestation, ni un retour à la nature, mais la découverte d'une nouvelle voie pour prendre mon envol. »

Souhaitant poursuivre ses études en Italie, Kuroki cherche un moyen de financer son projet car elle se refuse à demander l'aide de ses parents. Un jour de 1986, elle se fait aborder dans la rue par un chasseur de tête qui lui propose de devenir modèle de vidéo pour adultes. Elle se rend alors aux studios de Crystal Eizō, et fait la rencontre de Tōru Muranishi, considéré comme le créateur du genre Hamedori (ハメ撮り), avec qui elle tourne son premier film : SM Poi No Suki (SMぽいの好き).

### Carrière
Bien que Tōru Muranishi ne soit pas convaincu par le résultat, le film sort tout de même en Octobre 1986. Le succès est immédiat. Kuroki enchaîne la même année avec Ai Gyaku No Utage (愛虐の宴), et SM Reido (SM麗奴). Le succès de ses films attire rapidement l'attention des médias grand public sur Kuroki. Elle fait la une des magazines, et est invitée à de nombreux Talk-show et émissions de variétés, où elle se fait remarquer en exhibant hardiment ses aisselles, et par son utilisation exagérée du Keigo tout en parlant ouvertement de sexualité. Elle devient par la suite une intervenante régulière de la célèbre émission de débats Asamade Nama TV (朝まで生テレビ) présentée par Soichiro Tahara (en) sur TV Asahi.
Parallèlement à sa carrière pornographique, Kuroki apparaît dans Tokyo Pop (en) (1988), film américano-japonais réalisé par Fran Rubel Kuzui, et dans plusieurs dramas télévisés, tels que la série des Hissatsu (必殺) diffusés sur le réseau ABC, et Drama 23 (ドラマ23) diffusé sur le réseau TBS. Elle sort également un mini-album en 1988, Komusume Biyori (小娘日和).
Sa carrière prenant le dessus sur ses études, Kuroki finit par être renvoyée de l’université nationale de Yokohama.
Lorsque Tōru Muranishi quitte Crystal Eizō en 1988 pour fonder Diamond Visual, Kuroki le suit. Elle est nommée directrice d'une des filiales de la compagnie : Big Man (ビックマン). Pour Diamond Visual, elle tourne principalement des films pornographiques éducatifs avec la série des Seiseikatsu No Chie (性生活の知恵), et des Pinku Eiga avec la série des Daikyonyū (大巨乳).
En 1992, malgré le succès de ses productions, Diamond Visual fait faillite à la suite d'une mauvaise gestion et des investissements excessifs dans la diffusion par satellite. À la suite de cela, Kuroki ne tourne plus aucun film.

### Vie privée
Durant sa carrière, Kuroki Kaoru entretient une relation avec Tōru Muranishi. Après la faillite de Diamond Visual, celui-ci devient de plus en plus distant, allant jusqu'à être violent avec elle. Elle le quitte en 1993, et met alors définitivement fin à sa carrière.
En 1994, elle chute du balcon du deuxième étage de l’hôtel World Kaikan à Nakano-ku où elle séjournait. Bien qu’il s’agisse d’un accident dû au fait qu’elle était ivre, les journaux ont déclaré à l’époque qu’il s’agissait d’une tentative de suicide.
En 2004, elle porte plainte contre le distributeur Obtain Future, et contre les éditeurs Shiba Holdings (aujourd'hui Tokuma Shoten), Kōdansha, Kōbunsha, Shōgakukan et Futabasha pour atteinte à la vie privée et au droit à l'image. Certains de ses films avaient été réédités en DVD sans son consentement, et des articles sur sa vie privée avaient été publiés. La justice lui donne gain de cause en 2007,,.

## Postérité
Pour beaucoup, Kuroki Kaoru a complètement bouleversé l’image de la femme et de la sexualité dans la société Japonaise
En effet, à une époque où les films pornographiques représentent uniquement des femmes soumises et passives, SM Poi no suki montre une femme active et dominatrice. Ses déclarations outrancières lors de ses apparitions publiques sur la liberté sexuelle des femmes et le sexe dans la société japonaise, ainsi que sa pilosité axillaire assumée suscitent également l'admiration, aussi bien de ses fans masculins que de la gent féminine.
En 2018, Netflix annonce la production de The Naked Director, une adaptation libre de la biographie de Tōru Muranishi, Zenra Kantoku Muranishi Tōru Den (全裸監督 村西とおる伝). Diffusée pour la première fois le 8 août 2019. Kuroki Kaoru y est incarnée par Morita Misato.

## Filmographie

### Vidéo
- 1986 : SM Poi no suki (SMぽいの好き)
- 1986 : Ai Gyaku No Utage (愛虐の宴)
- 1986 : SM Reido(SM麗奴)
- 1986 : Ganmen Shower Erect 10 part.2 (顔面シャワーエレクト10 part.2)
- 1987 : Hōnyō Teikoku No Gyakushū (ホーニョー帝国の逆襲)
- 1987 : Non Stop Extasy Jingi Naki Inran (ノンストップエクスタシー　仁義なきいんらん)
- 1987 : Ganmen Shower Erect 10 part.3 (顔面シャワーエレクト10 Part.3)
- 1987 : Kanchō Bamen Sōshūhen (浣腸場面総集編)
- 1988 : Eros CM Jiten Part.1 (エロスＣＭ辞典 part.1)
- 1988 : Shin Seiseikatsu No Chie Nyūmonhen (新・性生活の知恵 入門編)
- 1989 : Totte Oki Virgin Love ! Dōtei Monogatari 3 (とっておき Virgin Love ! 童貞物語３)
- 1989 : Zoku Seiseikatsu No Chie Shokyūhen (続・性生活の知恵初級 初級編)
- 1989 : 1107 Mirin No Kandō (１１０７ミリの感動)
- 1989 : Bengoshi Kimiko (弁護士・季実子)
- 1989 : Seiseikatsu No Chie 3 Chūkyūhen (性生活の知恵3　中級編)
- 1989 : Seiseikatsu No Chie 4 Jōkyūhen (性生活の知恵4　上級編)
- 1990 : Kōkyū Kanryō: Kimiko: Jōkan (高級官僚・季実子 上巻)
- 1990 : Television In Erovila (テラービジョン in エロヴァイラ)
- 1990 : Ketsu No Moto (ケツの素)
- 1990 : Sexual Game (セクシャルゲーム)
- 1990 : Daikyonyū : Noshikakaru (大巨乳のしかかる)
- 1991 : Daikyonyū : Kaikan Shibori (大巨乳快感絞り)
- 1991 : Reijo Nagasarete (令嬢流されて)

### Cinéma
- 1988 : Tokyo Pop

### Télévision
- 1988 : Sakura So No Abunai Onna Tachi (桜荘のあぶない女たち) (ABC)
- 1989 : Hissatsu Special Shinshun Ketteihan ! (必殺スペシャル・新春 決定版!) (ABC)
- 1989 : Mucha Na Bengoshi Dai Katsuyaku!! (ムチャな弁護士大活躍!!) (ANB)
- 1989 : Hissatsu Special Haru Seizoroi Shigotonin ! (必殺スペシャル・春勢ぞろい仕事人!) (ABC)
- 1989 : Sakura So No Abunai Onna Tachi II Tōkyō Shitamachi Ladies Ryokan (桜荘のあぶない女たちII　東京下町レディース旅館) (ABC)
- 1989 : Kochi Koi ! UFO (女たちUFO) (TBS)
- 1989 : Drama 23 (ドラマ23) (TBS)

### Doublage
- 1988 : Dédié à la Mer Égée - Anita (La Cicciolina).

## Livres

### Auteur
- 1987 : Fruit Hakusho (フルーツ白書)  (ISBN 978-4847010477)
- 1987 : Jidaraku Ni Mo Hodo Ga Aru (自堕落にもほどがある)  (ISBN 978-4890367207)
- 1987 : Onna To Otoko No Ma Ni Wa ― Kuroki Kaoru Taidanshū (女と男の間には―黒木香対談集)  (ISBN 978-4870310421)
- 1988 : Bakushō Taidanshū Pavlov No Inu No Yo Dare ― Yokubō No Jōken Hansha (爆笑対談集 パブロフの犬のよだれ―欲望の条件反射)  (ISBN 978-4947633026)

### Collaboration
- 1987 : Sei No Kōzō-Ureshī Hentai Tanoshī Inran(性の構造ーうれしい変態 たのしい淫乱) de Itō Hiromi  (ISBN 978-4878931338)

## Discographie

### Albums
- 1988 : Komusume Biyori (小娘日和}), Teichiku Records, 15HS-16, LP, Vinyle